# 台湾枇杷武葳山变型
台湾枇杷武葳山变型（学名：Eriobotrya deflexa f. buisanensis）为蔷薇科枇杷属台湾枇杷下的一个变型。

## 扩展阅读
- 維基物種上的相關：台湾枇杷武葳山变型